# Härlige Harry
Härlige Harry (engelska: Empty Nest) är en amerikansk komediserie som sändes på NBC 1988–1995. I Sverige visades ett antal säsonger på Sveriges Television mellan 1989 och 1997.
Serien är en spin-off på Pantertanter, skapad av Susan Harris. I huvudrollen, som barnläkaren Harry Weston som nyligen blivit änkeman, ses Richard Mulligan. Inom kort fylls dock huset igen av hans två vuxna döttrar.

## Handling
Serien handlar om barnläkaren Harry Weston vars liv vänds uppochner när hans fru dör och hans två vuxna döttrar flyttar hem igen till föräldrahemmet i Miami. Den äldsta dottern Carol är neurotisk och ängslig och den yngre dottern Barbara är en tuff polis. De två väldigt olika systrarna grälar ofta och tävlar om sin pappas uppmärksamhet. En ytterligare familjemedlem är hunden Dreyfuss, en Saint Bermastiff. 
Grannen Charley Dietz dyker också ständigt upp i Westons hem helt utan förvarning för att snylta mat, reta Carol och kläcka ur sig sexistiska kommentarer. Charley är en casanova som arbetar på ett kryssningsfartyg, varför han ofta dyker upp i uniform. 
Även Harrys Westons yrkesliv har ett stort utrymme i serien. I de första fem säsonger arbetade Harry på ett sjukhus där han fick hjälp av sin kloka, men också väldigt bitska, sjuksköterska Laverne. I säsong sex har Harry gått i pension från sin tjänst, men börjar istället arbeta på en centralt belägen klinik som drivs av den tuffa Dr Maxine Douglas. Laverne, som har fått sparken av Harrys ersättare på sjukhuset, kom också att arbeta där. 
I början av serien visar det sig att Pantertanterna (Bea Arthur, Rue McClanahan, och Betty White) är grannar till familjen Weston. Alla damerna i Pantertanter gästspelade också i serien och vice versa. Estelle Gettys karaktär Sophia blev så småningom en återkommande karaktär i serien.

## Ledmotiv och vinjett
Seriens ledmotiv "Life goes on", skriven av John Bettis och George Tipton, framförs av Billy Vera. De första tre säsongerna framfördes låten i en långsammare version men i de sista fyra säsongerna framfördes det i ett snabbare arrangemang med kvinnliga backupsångare.
Den ursprungliga vinjetten visade Harry Weston som tar hunden Dreyfuss ut på en promenad i omgivningen, med stillbilder på de övriga ordinarie medverkande i serien. Den tredje säsongen uppdaterades öppningssekvensen och bestod nu av klipp från seriens avsnitt, även här med bilder på de ordinarie medverkande.

## Rollista i urval
- Richard Mulligan – Dr. Harry Weston
- Dinah Manoff – Carol Weston
- Kristy McNichol – Barbara Weston (1988–1992, 1995)
- David Leisure – Charley Dietz
- Park Overall – Laverne Todd
- Estelle Getty – Sophia Petrillo (1993–1995)
- Paul Provenza – Patrick Arcola (1992–1993)
- Lisa Rieffel – Emily Weston (1993)
- Marsha Warfield – Dr. Maxine Douglas (1993–1995)
- Bear the Dog – Dreyfuss

### Gästroller i urval
- Betty White – Rose Nylund
- Christopher McDonald – Nick Todd
- Jana Arnold – Lurlene
- Mayim Bialik – Laurie Kincaid